# Вето (Швейцария)
Вето́ (фр. Veytaux) — небольшой населённый пункт на берегу Женевского озера, в франкоязычном кантоне Во, соседствует с восточной частью города Монтрё.

## История
Вето впервые упоминается в 1332 г. как Veytour.

## Достопримечательности
На восток от Вето расположен Шильонский замок и Шильонский виадук на автотрассе N9, занесённые в швейцарское наследие национального значения.

## Галерея
- Вид на Вето с Женевського озера
- Шильонский замок
- Виадук автомагистрали N9